# Roberto Castón
Roberto Castón (La Coruña, 1973) è un regista e sceneggiatore spagnolo.

## Biografia
Roberto Castón ha studiato filologia spagnola presso l'Università di Santiago di Compostela. Negli anni seguenti, ha ottenuto una cattedra di lingua spagnola a Lisbona.
In seguito ha studiato cinema al Centro studi cinematografici della Catalogna (Centre d'estudis cinematogràfics de Catalunya) (CECC) di Barcellona. Ha debuttato alla regia nel 2001 con il cortometraggio En el nombre de Dios, con l'attrice catalana Núria Gago.
Nel 2004 ha promosso l'istituzione del Zinegoak il festival di cinema a tematica LGBT di Bilbao. Dopo aver girato altri  tre corti: La pasión segun un ateo, Maricón e Los requisitos de Nati, nel 2009 ha diretto Ander, il suo primo lungometraggio, che racconta una storia d'amore tra due uomini nella campagna basca.

## Filmografia
- En el nombre de Dios (2001) - corto
- La pasión según un ateo (2004) - corto
- Maricón (2005) - corto
- Los requisitos de Nati (2007) - corto
- Ander (2009)
- Los tontos y los estúpidos (2014)